# عشاق عين صخري
تمثال عشاق عين صخري هو تمثال نطوفي عُثر عليه في أحد كهوف عين صخري بالقرب من بيت لحم. يبلغ عمرها حوالي 11000 عامًا ويُعتقد أنه أقدم تمثيل معروف لشخصين يمارسان الجماع. وهو محفوظ في المتحف البريطاني.

## الاكتشاف
تعرّف على التمثال في عام 1933 رينيه نويفيل [الإنجليزية]، القنصل الفرنسي في القدس ومؤرخ ما قبل التاريخ، عندما كان يبحث في الاكتشافات العشوائية التي حصل عليها الآباء الفرنسيون في بيت لحم. وجد الحجر أثناء زيارته لمتحف صغير مع الأب برويل. وقد حدد نويفيل على الفور أهمية هذا الموقع، وتمكن من التعرف على البدو الذين اكتشفوا هذه الآثار في وادي خريطون. تم اقتياده إلى موقع داخل كهوف عين صخري ومن هذه الكهوف حصل التمثال على اسمه. كشفت الحفريات في الكهوف عن أن الكهف كان يستخدم محليًا خلال العصر الحجري القديم (النطوفي) المتأخر. لهذا السبب يُعتقد أن التمثال الصغير كان يُستخدم محليًا ولم يُترك هناك كجزء من جنازة.
بعد وفاة رينيه نوفيل في عام 1952، اشتراه المتحف البريطاني في سوثبي في عام 1958 من م.ي. نوفيل.

## المظهر
تم صنع التمثال من خلال نحت حجر واحد من "الكالسيت" والذي تم انتزاعه بنقطة حجرية لتحديد موضع الزوجين. ورغم افتقاره إلى التفاصيل، مثل الوجوه، إلا أنه يعتبر قطعة نحتية ذكية. لاحظ الفنان مارك كوين أن الشكل يبدو مختلفًا اعتمادًا على منظور المشاهد، وقد يشبه زوجين أو قضيبًا أو ثديين أو مهبلًا اعتمادًا على هذا المنظور، أو خصيتين عند النظر إليهما رأسًا على عقب، من الأسفل. قارنها كوين بفيلم إباحي حديث حيث قد يتضمن الحدث لقطات قريبة وأخرى طويلة. من الواضح أن الشخصيات في الزوجين تواجه بعضها البعض، ولكن لا يمكن إلا افتراض جنس الشخصيات.

## طالع أيضًا
- قائمة فنون العصر الحجري [الإنجليزية]

## فهرس
- ب. بويد وج. كوك، "إعادة النظر في تمثال "عين صخري"، وقائع الجمعية ما قبل التاريخ ، 59 (1993)، ص. 399–405

## روابط خارجية
قالب:British-Museum-100